# Río Bureo
El Río Bureo es un curso de agua que fluye en la Región del Biobío que recibe las aguas del río Mulchén, cerca de la ciudad del mismo nombre para desembocar ambos en el río Biobío.

## Trayecto
Nace en la cordillera de Pemehue para seguir 90 km en dirección oeste, atravesando las comunas de Mulchén y Negrete. Se dirige entonces al NO siguiendo por un lecho serpenteante de rocosa y de fuerte pendiente, con rápidos intercalados, con unos 40 m de ancha, hasta que alcanza la ciudad de Mulchén, donde se le suman las aguas de su más importante tributario, el río Mulchén. A partir de allí, el Bureo discurre tranquilo en la llanura baja hasta
su desembocadura en el Biobío. En este último sector el río es navegable en bote. La longitud del río es superior a 90 km y su caudal medio anual en Mulchén es de 50,1 m³/s, deducido de 32 años de observaciones, según Niemeyer: 426 . El curso general del río es más o menos paralelo al curso medio del Biobío.

## Caudal y régimen
La subcuenca media del Biobío, desde antes de la junta del río Lirquén hasta la junta con el río Vergara, incluyendo los afluentes Bureo, Mulchén, Lirquén y Duqueco, tiene un régimen pluvial, salvo el cauce principal que mantiene un régimen pluvio – nival. El período de estiaje es común a toda la subcuenca y se observa en el trimestre enero-marzo, debido a las bajas precipitaciones y al uso intensivo en la agricultura.: 91 

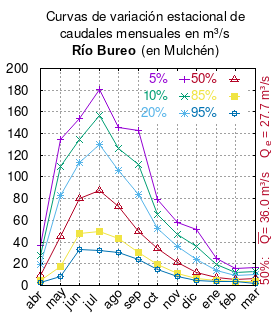
Curva de variación estacional del río Bureo en Mulchén.

El caudal del río (en un lugar fijo) varía en el tiempo, por lo que existen varias formas de representarlo. Una de ellas son las curvas de variación estacional que, tras largos periodos de mediciones, predicen estadísticamente el caudal mínimo que lleva el río con una probabilidad dada, llamada probabilidad de excedencia. La curva de color rojo ocre (con {\displaystyle {\color {Red}\vartriangle }}) muestra los caudales mensuales con probabilidad de excedencia de un 50 %. Esto quiere decir que ese mes se han medido igual cantidad de caudales mayores que caudales menores a esa cantidad. Eso es la mediana (estadística), que se denota Qe, de la serie de caudales de ese mes. La media (estadística) es el promedio matemático de los caudales de ese mes y se denota {\displaystyle {\overline {Q}}}.
Una vez calculados para cada mes, ambos valores son calculados para todo el año y pueden ser leídos en la columna vertical al lado derecho del diagrama. El significado de la probabilidad de excedencia del 5 % es que, estadísticamente, el caudal es mayor solo una vez cada 20 años, el de 10 % una vez cada 10 años, el de 20 % una vez cada 5 años, el de 85 % quince veces cada 16 años y la de 95 % diecisiete veces cada 18 años. Dicho de otra forma, el 5 % es el caudal de años extremadamente lluviosos, el 95 % es el caudal de años extremadamente secos. De la estación de las crecidas puede deducirse si el caudal depende de las lluvias (mayo-julio) o del derretimiento de las nieves (septiembre-enero).

## Historia
Francisco Solano Asta-Buruaga y Cienfuegos escribió en 1899 en su obra póstuma Diccionario Geográfico de la República de Chile sobre el río:
Bureo.-—Río del departamento de Mulchén, que nace al E. de su capital en la falda occidental de la cordillera de Pemehue. Corre hacia el NO. por más de 50 kilómetros con un curso serpenteado y rápido hasta morir en la ribera sur ó izquierda del Bío-Bío á cuatro ó cinco kilómetros más arriba de Negrete. Sus márgenes son bajas y pobladas de árboles, y su caudal moderado, que se aumenta por corrientes cortas que sucesivamente recibe y por el riachuelo de Mulchén, en cuya confluencia se halla la ciudad de este último nombre.